# 王根华
王根华（？年—），男，江苏海安人，中华人民共和国外交官，现任中华人民共和国驻札幌总领事。

## 生平
王根华毕业于复旦大学世界经济系，曾任驻巴布亚新几内亚大使馆政务参赞。2017年，任外交部政策规划司参赞。2019年，任驻新西兰大使馆政务参赞，后升任公使衔参赞。2024年3月，出任中华人民共和国驻札幌总领事。